# Psilocybe zapotecorum
Psilocybe zapotecorum é um cogumelo alucinógeno que possui a psilocibina e a psilocina como compostos ativos principais.
É um fungo que apresenta cheiro desagradável ao olfato humano e que causa alucinações em pessoas que o ingerem podendo causar desinteira, vômitos e náuseas.

## Galeria

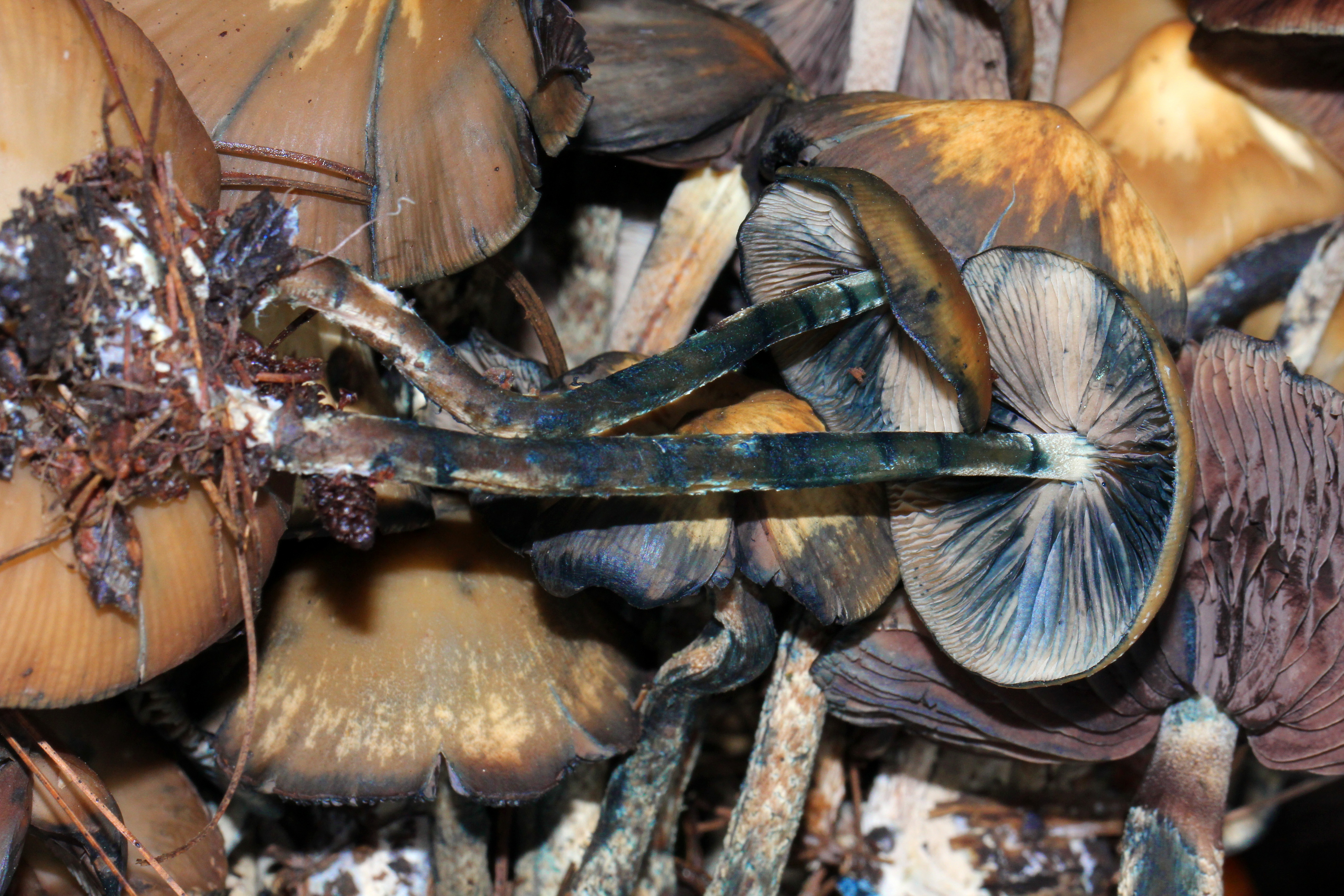
Psilocybe zapotecorum
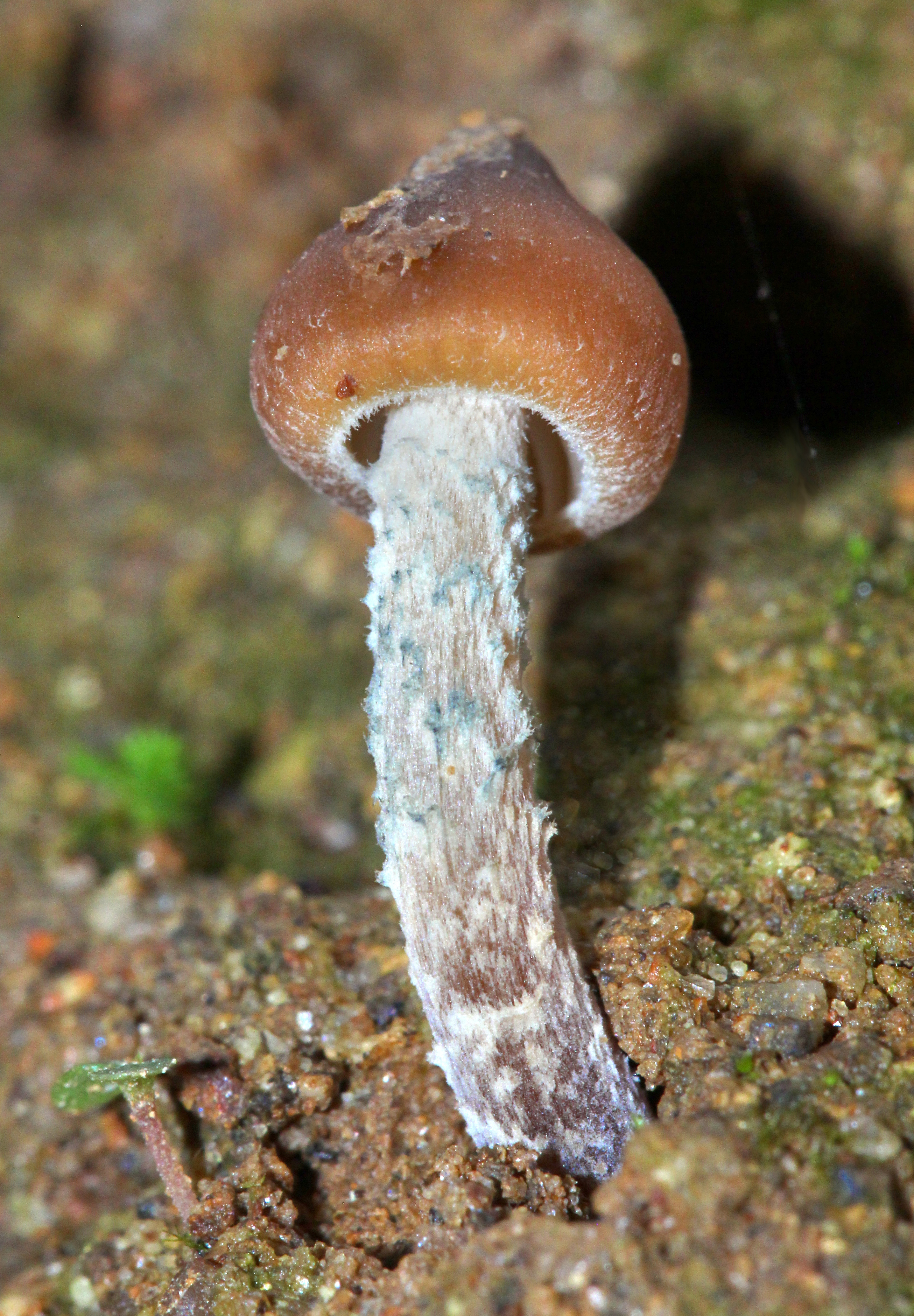
Psilocybe zapotecorum
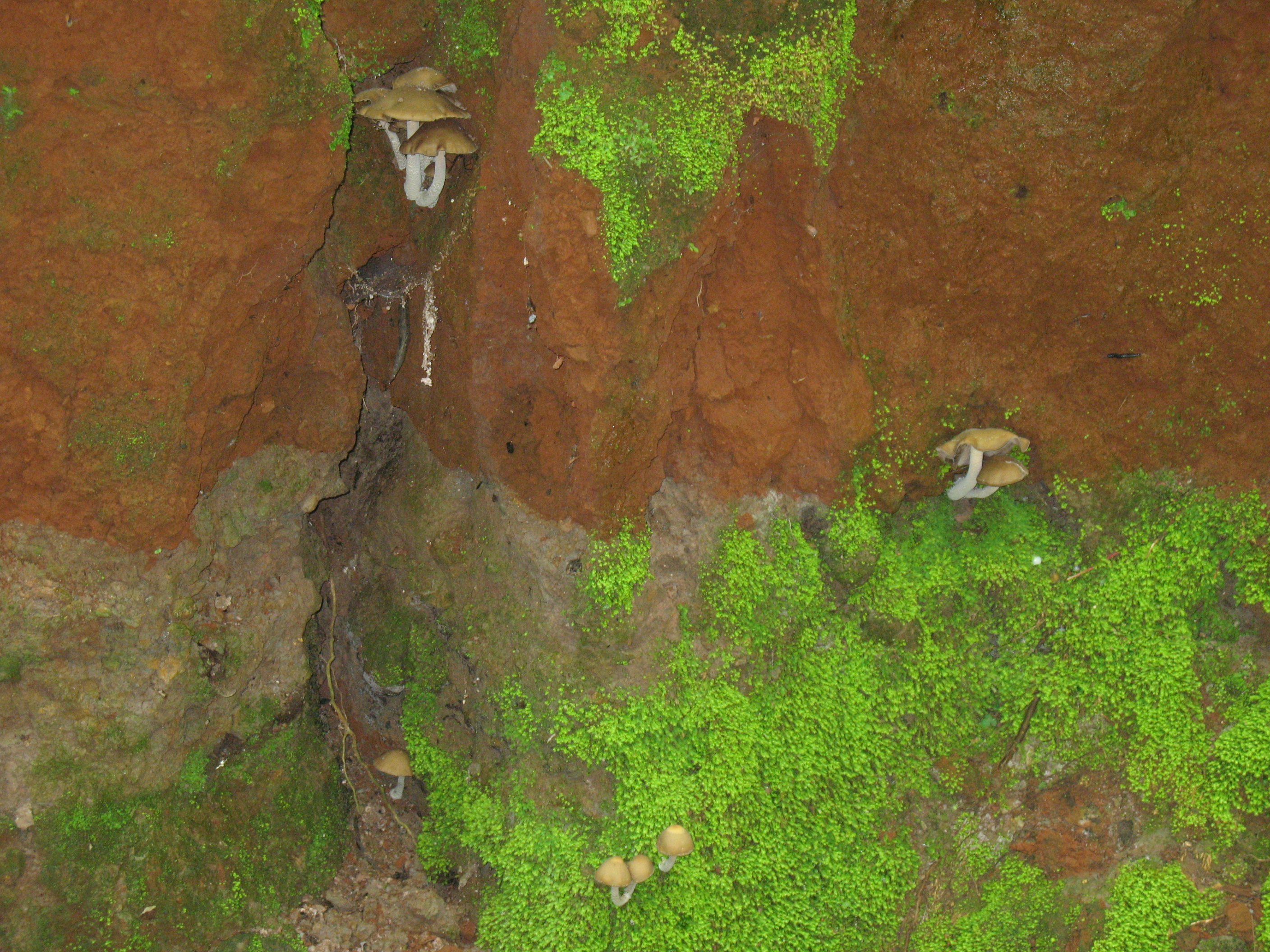
Psilocybe zapotecorum
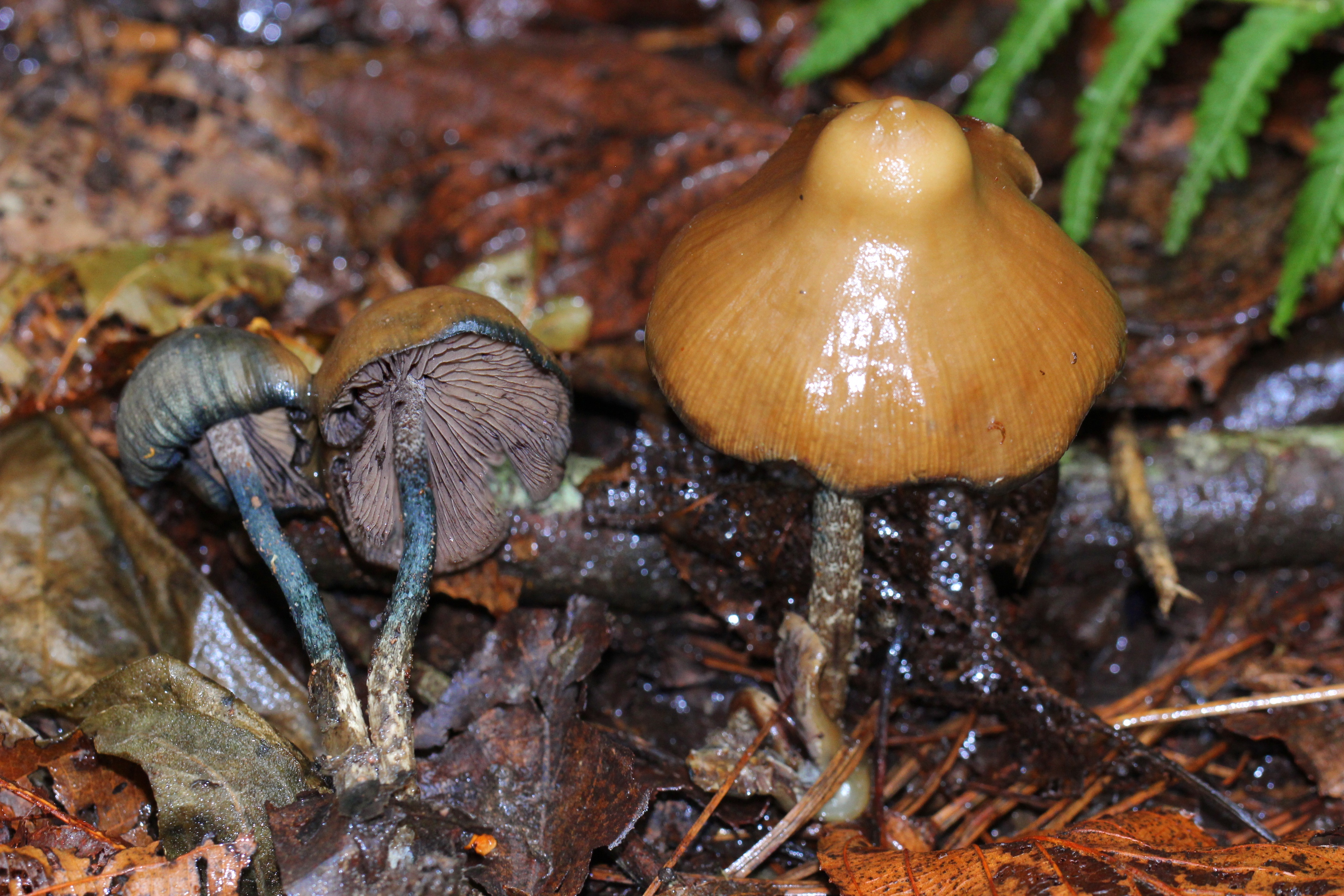
Psilocybe zapotecorum
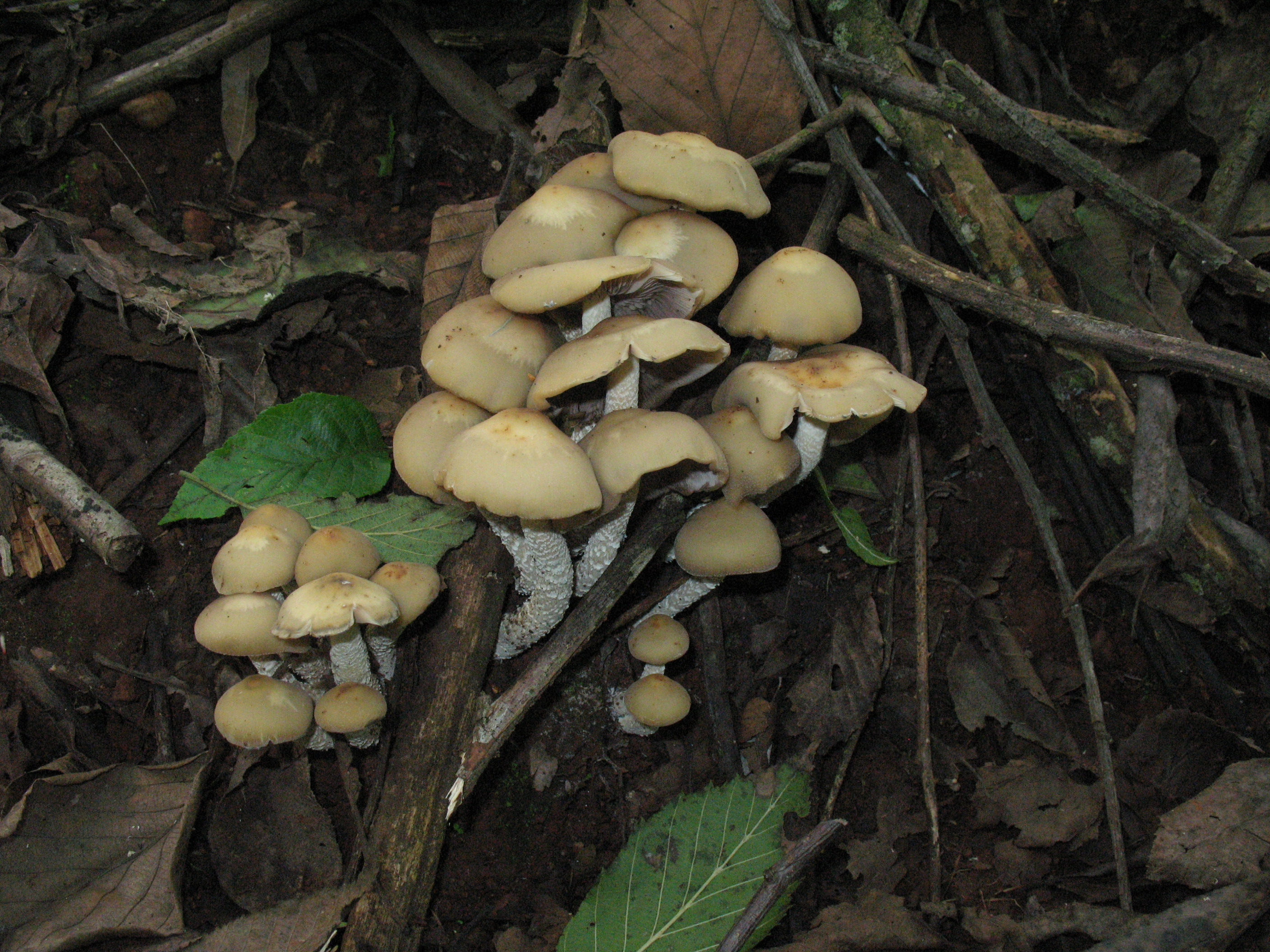
Psilocybe zapotecorum
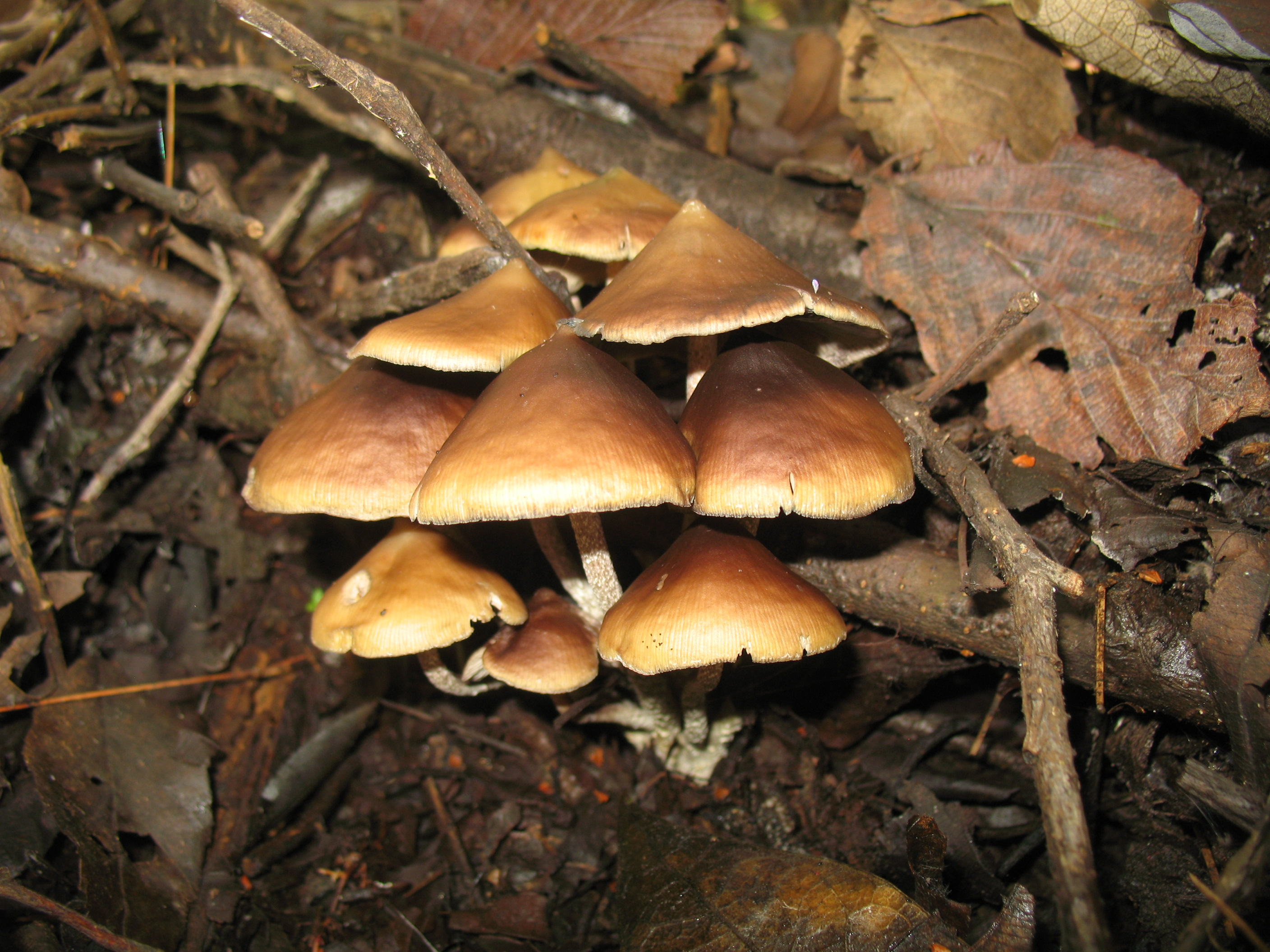
Psilocybe zapotecorum
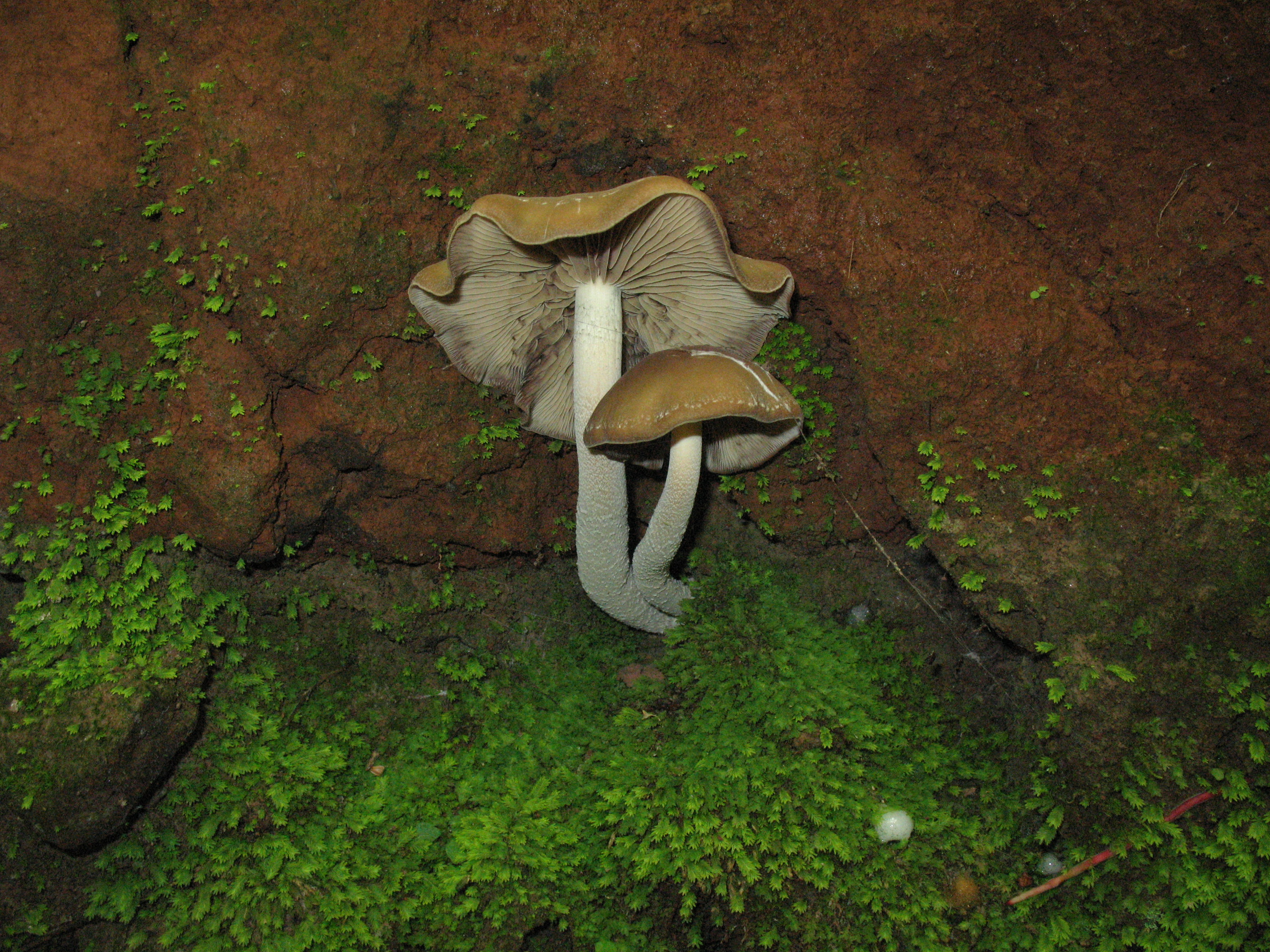
Psilocybe zapotecorum